# Sancterila archagathos
Sancterila archagathos is een vlinder uit de familie van de Lycaenidae. De wetenschappelijke naam van de soort is voor het eerst gepubliceerd in 1910 door Hans Fruhstorfer.

## Verspreiding
De soort komt voor in de Filipijnen.

## Ondersoorten
- Sancterila archagathos archagathos (Mindanao)
  - = Lycaenopsis archagathos archagathos
- Sancterila archagathos leytensis (Eliot & Kawazoé, 1983) (Leyte)
  - = Celarchus (Celarchus) archagathos leytensis Eliot & Kawazoé, 1983